# Перенское сельское поселение
Перенское сельское поселение — муниципальное образование в составе Рославльского района Смоленской области России. Административный центр — деревня Перенка.
Главой администрации является Шаманова Людмила Яковлевна.

## Географические данные
- Расположение: центральная часть Рославльского района
- Граничит:
  - на севере— с Рославльским городским поселением
  - на северо-востоке— с Кирилловским сельским поселением
  - на востоке— с Волковичским сельским поселением
  - на юге— с Липовским сельским поселением
  - на западе — с Грязенятским сельским поселением
- По территории поселения проходят автомобильные дороги  А141 Орёл — Витебск и А101 Москва — Варшава («Старая Польская» или «Варшавка»).
- По территории поселения проходят железные дороги: Рославль - Сухиничи (станция Рославль II), Рославль – Кричев (станция Астапковичи), Орёл – Рига (станция Плетни), .
- Крупная река: Остёр.

## История
Образовано Законом Смоленской области от 28 декабря 2004 года. Законом Смоленской области от 20 декабря 2018 года в Перенское сельское поселение к 1 января 2019 года были включены все населённые пункты упразднённого Волковичского сельского поселения.

## Население
| 2011  | 2012  | 2013  | 2014  | 2015  | 2016  | 2017  |
| ----- | ----- | ----- | ----- | ----- | ----- | ----- |
| 1118  | ↘1081 | ↘1071 | ↘1064 | ↘1043 | ↘1040 | ↘1025 |
| 2018  | 2019  | 2020  | 2021  |       |       |       |
| ↘1007 | ↘985  | ↗1315 | ↘1143 |       |       |       |

## Населённые пункты
На территории поселения находятся 25 населённых пунктов:
| №  | Населённый пункт | Тип     | Население |
| -- | ---------------- | ------- | --------- |
| 1  | Бабичи           | деревня | 10        |
| 2  | Бодровка         | деревня | 46        |
| 3  | Большие Азобичи  | деревня | 32        |
| 4  | Волковичи        | деревня | 315       |
| 5  | Вороны           | деревня | 0         |
| 6  | Казаново         | деревня | 13        |
| 7  | Казарма 6 км     | станция | 2         |
| 8  | Карпики          | деревня | 29        |
| 9  | Красильники      | деревня | 25        |
| 10 | Ладыжено         | деревня | 20        |
| 11 | Липовская        | станция | 50        |
| 12 | Лихомостье       | деревня | 10        |
| 13 | Лотовиново       | деревня | 4         |
| 14 | Малые Азобичи    | деревня | 32        |
| 15 | Овсяники         | деревня | 25        |
| 16 | Паточная         | деревня | 58        |
| 17 | Перенка          | деревня | 765       |
| 18 | Плетни           | деревня | 101       |
| 19 | Подруднянский    | деревня | 2         |
| 20 | Ржавец           | деревня | 4         |
| 21 | Рославль-2       | станция | 53        |
| 22 | Тюпинка          | деревня | 32        |
| 23 | Фролово          | деревня | 1         |
| 24 | Чашники          | деревня | 14        |
| 25 | Шембелево        | деревня | 3         |